# Elizabeth A. Fenn

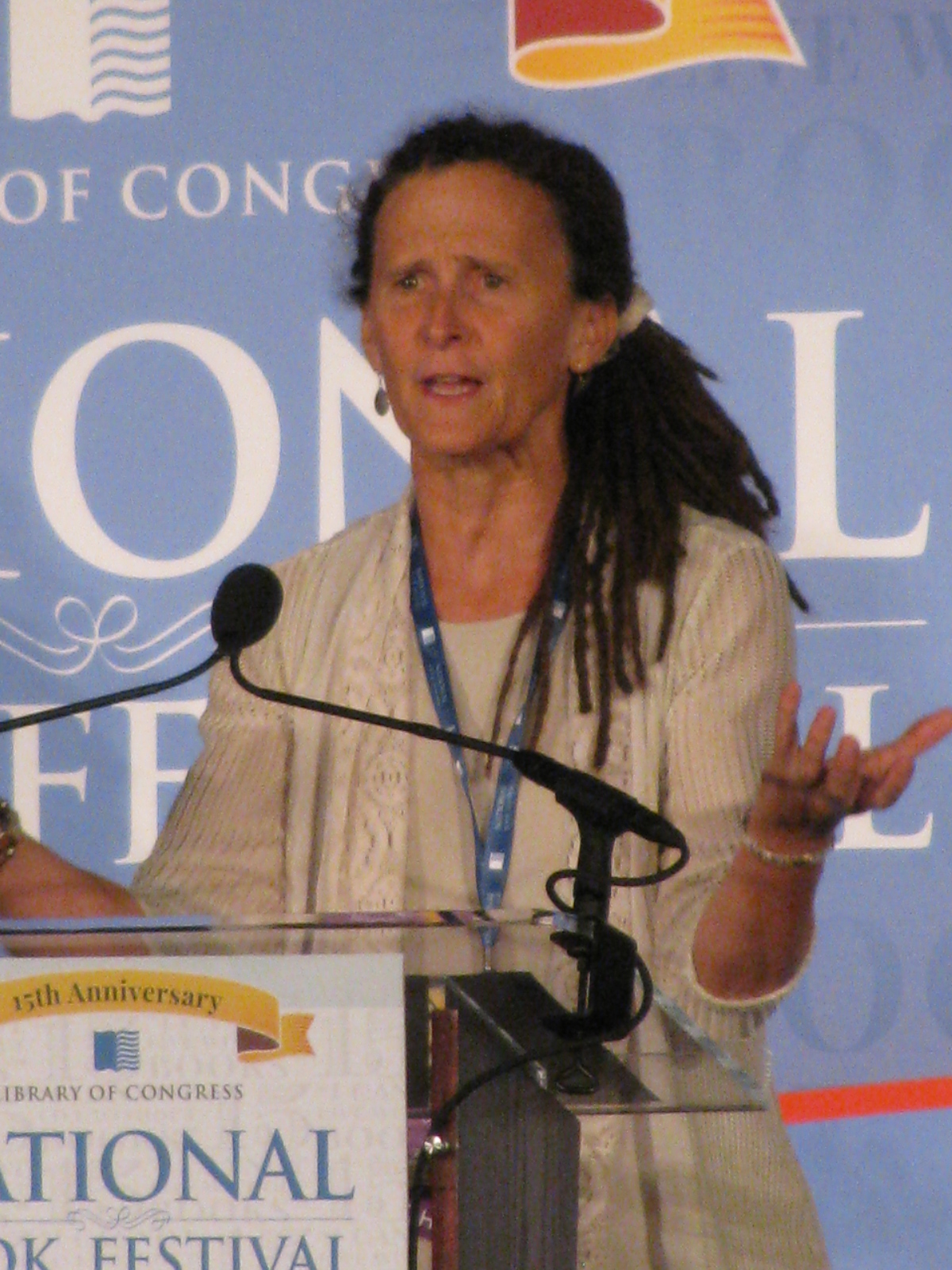
Elizabeth A. Fenn, 2015

Elizabeth Anne Fenn (* 22. September 1959 in Arlington, Kalifornien) ist eine US-amerikanische Historikerin und Hochschullehrerin.

## Leben
Fenn schloss 1981 ihre Studien im Fach Geschichte mit Auszeichnung an der Duke University in Durham, North Carolina, ab. Danach ging sie für weitere Studien in ihrem Fach an die Yale University in New Haven in Connecticut. Dort erhielt sie 1985 den Grad Master of Arts. Dort wollte sie auch ihre Dissertation über Millenarianismus in der Kultur der Ureinwohner Amerikas vorlegen, brach ihre Arbeiten jedoch vor deren Abschluss ab.
Fenn erlernte am Durham Technical Community College das Handwerk des Automechanikers und verdiente in den nächsten acht Jahren ihren Lebensunterhalt als Automechanikerin. 1995 kehrte sie als Studentin nach Yale zurück. Sie schrieb an ihrer Doktorarbeit und arbeitete in Teilzeit. Das Thema ihrer Arbeit, die sie 1999 vorlegte, behandelte die Pockenepidemie unter den Indianern Nordamerikas in den Jahren 1775 bis 1782.
Von 1999 bis 2002 lehrte Fenn an der George Washington University in Washington, D.C. und von 2002 bis 2012 an der Duke University. Seit 2012 ist sie Professorin und Dekan der Historischen Abteilung der University of Colorado Boulder.
Fenn ist seit 1999 mit Peter H. Wood verheiratet.

## Auszeichnungen und Ehrungen
- 2015: Albert J. Beveridge Award der American Historical Association.
- 2015: Pulitzer-Preis/Geschichte für Encounters at the Heart of the World. A History of the Mandan People.

## Veröffentlichungen
- mit Peter H. Wood: Natives and Newcomers: The Way We Lived in North Carolina Before 1770. University of North Carolina Press, Durham, North Carolina 1983, ISBN 0-8078-4101-3.
- Pox Americana: The Great Smallpox Epidemic of 1775–82. Farrar, Straus and Giroux, New York City, USA 2002, ISBN 978-1-4668-0804-1.
- Encounters at the Heart of  the World. A History of the Mandan People. Farrar, Straus and Giroux, New York City, USA 2014, ISBN 978-0-374-71107-8.